# Live à Paris
Cet article concerne le DVD live du groupe Superbus. Pour l'album live de Céline Dion, voir Live à Paris (album de Céline Dion).
Albums de Superbus
Wow
(2006) Lova Lova
(2009)
Live à Paris est le premier DVD live du groupe Superbus. Il est composé du concert du Zénith de Paris enregistré le 23 novembre 2007, ainsi que d'un documentaire sur la tournée et de la vidéo de l'enregistrement du Super Acoustique. Le DVD est certifié DVD de platine depuis le 25 septembre 2008.

## DVD
| 1.  | Travel the world   |  |
| 2.  | Tiens le fil       |  |
| 3.  | Sex baby sex       |  |
| 4.  | Radio Song         |  |
| 5.  | Un peu de douleur  |  |
| 6.  | Le rock à Billy    |  |
| 7.  | Over U             |  |
| 8.  | Je reste encore    |  |
| 9.  | Des hauts des bas  |  |
| 10. | Ca Mousse          |  |
| 11. | Lola               |  |
| 12. | Jenn je t'aime     |  |
| 13. | Breed              |  |
| 14. | Pop'n'Gum          |  |
| 15. | Let me hold you    |  |
| 16. | Ramdam             |  |
| 17. | C'est pas comme ça |  |
| 18. | Little Hily        |  |
| 19. | Butterfly          |  |

| 20. | Superbus en OFF                   |  |
| 21. | Super Acoustique (enregistrement) |  |

## Musiciens
- Jennifer Ayache, « Jenn » : chant
- Patrice Focone, « Pat » : guitare, chant (add.)
- Michel Giovannetti, « Mitch » : guitare, chant (add.)
- François-Xavier Even : basse, chant (add.)
- Gregory Jacks, « Greg » : batterie

## Anecdote
- Breed est une reprise de Nirvana.
- Une réédition Slidepac est sortie en août 2008 tandis qu'une version Blu-Ray est sortie le 24 novembre 2008. Cette dernière contient en bonus les clips de Butterfly, Lola, Travel the world et Ca Mousse en HD.
- Avant l'introduction du concert et de la première chanson (Travel the World), une chanson du groupe américain Aerosmith est audible en fond sonore.